# Charles Dujardin
Pour les articles homonymes, voir Dujardin.
Charles Joseph Just Marie Dujardin, né le 15 avril 1888 à Tourcoing (Nord) et mort le 29 août 1914 au Hérie-la-Viéville (Aisne), est un footballeur français évoluant au poste de milieu de terrain.

## Carrière
Charles Dujardin évolue à l'US Tourcoing de 1912 à 1913. Durant cette saison, il connaît sa première et unique sélection en équipe de France de football. Il affronte sous le maillot bleu lors d'un match amical l'équipe de Suisse de football le 9 mars 1913. Les Français s'imposent sur le score de 4 buts à 1.
Sa sélection s’est jouée à pile ou face, comme pour Jacques Davy et Emile Fontaine en 1904. En concurrence avec un certain Lozinguez de l’US Boulonnaise, le président de la Ligue du Nord de football Henri Jooris n’a pas eu d’autre choix que de jeter la pièce, qui l’a désigné. 
Dujardin aurait dû obtenir une deuxième sélection en février 1914 contre le Luxembourg mais cet imprimeur installé à Tourcoing a refusé cette convocation. La raison officielle : son club de Tourcoing avait demandé à ses joueurs convoqués de boycotter ce match à une semaine du choc face à Lille dans le championnat du Nord. La raison officieuse : Dujardin était remonté contre le CFI qui l’avait obligé à payer sa place en tribune lors du match précédent contre la Belgique.
Caporal du 43e régiment d'infanterie lors de la Première Guerre mondiale, il meurt des suites de ses blessures au Hérie-la-Viéville le 29 août 1914.